# کینو
کینو (به اسپانیایی: Quino) نام هنری خواکین سالوادور لاوادو (به اسپانیایی: Joaquín Salvador Lavado) (زادهٔ ۱۷ ژوئیه ۱۹۳۲)، کاریکاتوریست آرژانتینی اسپانیایی‌تبار و خالق شخصیت مشهور مافالدا بود. مافالدا دخترک خردسالی است که عمیقاً نگران بشریت و صلح جهانی بوده و علیه اوضاع جهان طغیان می‌کند. کمیک استریپهای مافالدا از ۱۹۶۴ تا ۱۹۷۳ در روزنامه‌های صبح آرژانتین به چاپ می‌رسید و از محبوبیت بالایی در آمریکای لاتین و بخش‌هایی از اروپا برخوردار بود. همچنین این شخصیت کارتونی در ۱۹۷۶ به‌عنوان سخنگوی پیمان‌نامه حقوق کودک از سوی یونیسف انتخاب شد.
کینو در ۱۹۸۲ از سوی کاریکاتوریست‌های جهان به عنوان کاریکاتوریست سال برگزیده شد و در سال ۲۰۰۰ جایزهٔ دوم Quevedos را برای طنز گرافیکی دریافت داشت. او همچنین دو بار موفق به دریافت جایزهٔ پلاتینوم کونکس برای هنرهای دیداری شد.